# Istókovits Kálmán
Istókovits Kálmán (Siklós, 1898. szeptember 2. – Budapest, 1990. október 21.) magyar festő, grafikus, a Római iskola illetve a szolnoki művésztelep alkotója.

## Életpályája
Szülei: Istókovits Kálmán és Kovács Katalin voltak. Tanulmányait szabadiskolában kezdte 1920-ban: Zádor Istvántól tanulta a rézkarc technikáját. Tehetségére 1921-ben a pécsi művésztelepen Csók István és Rudnay Gyula figyeltek fel, majd a Képzőművészeti Főiskolán ők voltak Istókovits tanárai. 1925-től Dudits Andornál tanult falfestészetet. 1925-től vett részt csoportos kiállításokon, majd az első önálló kiállítását 1929-ben rendezte meg a Műcsarnokban. 1929-1930-ban állami ösztöndíjjal Rómában a Collegium Hungaricumban tartózkodott. Magyarországra való visszatérése után – kis megszakításokkal – a szolnoki művésztelepen dolgozott, 1931 és 1944 között.

## Főbb alkotásai
Bibliai témájú rézkarcok (Az utolsó vacsora, Bevonulás Jeruzsálembe, Ecce homo, Keresztrefeszítés, Krisztus beteget gyógyít, Lázár feltámadása, Levétel a keresztről).
Tájképek (Gabonakeresztek, Jánoskút, Komlósi bányavidék, Révfalusi híd, Somogyi falu, Vihar). 
Illusztrációival jelent meg Párizsban francia nyelvű kiadásban 1937-ben Arany János: Toldi estéje, majd 1938-ban Herczeg Ferenc: Bizánc című műve.

## Díjai, elismerései
- Baló Ede-díj (1938)
- a Magyar Köztársaság Csillagrendje (1990, életműve elismeréseként)
- Siklós díszpolgára

## Egyéni kiállítások
- 1925 • Nőegylet, Pécs
- 1927 • Magyar Rézkarcoló Műhely, Budapest
- 1928, 1932 • Vigadó, Pécs
- 1929 • Kultúrház, Szombathely
- 1932 • Ernst Múzeum, Budapest
- 1935 • Nemzeti Szalon, Budapest
- 1939 • Műterem, Budapest
- 1940 • Műbarát [Huszár Imrével]
- 1943 • Műbarát [Búza Barnával] • Alkotás Művészház • Műbarát [Cser Károllyal]
- 1947 • Szalmássy Galéria
- 1949 • Ernst Múzeum, Budapest
- 1955, 1957, 1983 • Csók Galéria, Budapest
- 1980 • Iskola Galéria, Budapest
- 1991 • Vár, Siklós
- 1992 • Hadtörténeti Múzeum, Budapest

## Válogatott csoportos kiállítások
- 1925, 1927, 1931, 1934, 1936 • Ernst Múzeum, Budapest
- 1926 • Egyházművészeti kiállítás, Nemzeti Szalon, Budapest
- 1930 • Szent Imre kiállítás, Műcsarnok, Budapest
- 1931 • A római Magyar Intézet ösztöndíjas művészeinek első kiállítása, Nemzeti Szalon, Budapest
- 1934 • XIX. Velencei Biennálé, Velence
- 1934-től Nemzeti Képzőművészeti Kiállítás, Műcsarnok, Budapest
- 1935 • A Magyar Akvarell- és Pasztellfestők Egyesülete jubileumi kiállítása, Nemzeti Szalon, Budapest
- 1936 • XX. Velencei Biennálé, Velence
- 1938 • 88. csoportkiállítás, Nemzeti Szalon, Budapest
- 1950-től Magyar Képzőművészeti kiállítás, Műcsarnok, Budapest
- 1952 • A szolnoki művésztelep..., Ernst Múzeum, Budapest
- 1954 • Hat festőművész kiállítása, Ernst Múzeum, Budapest
- 1955 • Képzőművészetünk tíz éve, Műcsarnok, Budapest
- 1957 • Tavaszi Tárlat, Műcsarnok, Budapest
- 1960 • A felszabadult Budapest művészete, Magyar Nemzeti Galéria, Budapest
- 1977, 1978 • A 75 éves Szolnoki Művésztelep Jubileumi kiállítása, Damjanich János Múzeum, Szolnoki Galéria, Magyar Nemzeti Galéria, Budapest
- 1983, 1984 • Római iskola I., II., Keresztény Múzeum, Esztergom.

## Művek közgyűjteményekben
- Fővárosi Képtár, Budapest • Janus Pannonius Múzeum, Pécs • Magyar Nemzeti Galéria, Budapest • Nagy István Képtár, Baja • Uffizi, Firenze

## Köztéri művei
- A pálos rend története (freskó, Budapest, Központi Szeminárium).